# 1981年2月4日日食
1981年2月4日日食是一次日環食，發生於1981年2月4日（東半球為2月5日）。新月當天（即朔日），地球上觀測到月球和太阳的角距離極小，此時月球如果恰好在月球交點附近，穿過太阳和地球之間，與地球、太阳接近一直線，則會出現日食。月球穿過太阳和地球之間，但距地球較遠，本影未能接觸地表，而使偽本影覆蓋的區域內看到月球的角直徑小於太陽，就形成日環食，同時在偽本影兩側數千公里的半影範圍內形成日偏食。此次日環食經過了澳大利亚和新西兰兩國的部分島嶼，日偏食則覆蓋了大洋洲中南部、南美洲西部、南极洲大部分及周邊部分地區。

## 日食概況

### 出現區域
澳大利亚坎加魯島西南約540公里的大澳洲灣海面在2月5日日出時最先看到日環食，此後月球偽本影向東南移動，貫穿塔斯馬尼亞州南部，跨過塔斯曼海，經過了新西兰斯圖爾特島南部後跨越國際日期變更線並在法屬玻里尼西亞小拉帕島以南約1900公里的洋面達到最大食分。此後偽本影再也沒有經過任何陸地，最終在2月4日日落時分結束於秘鲁伊卡大區西南約280公里的洋面。陸地上看到的日環食均在2月5日。
此次偽本影經過的陸地全都是島嶼，依次包括：
- ：自西北向東南貫穿塔斯馬尼亞島南部並覆蓋其緊鄰小島；
- 新西兰：經過斯圖爾特島南部並覆蓋其緊鄰小島。[3][4]

除了上述狹窄的環食帶內能看到日環食之外，月球半影覆蓋範圍內都能看到日偏食，包括澳大利亚中東部、美拉尼西亚南半部、玻里尼西亞中南部、中美洲西南部、南美洲西部和南部、南极洲除靠近非洲的沿岸地區以外的大部分。
月球在其軌道上自西向東轉動，發生日食時，月球在地球表面的陰影也大多自西向東移動，而從地球上看，太阳的西側先被月球遮掩，然後逐漸向東。但此次日食發生在南半球的夏季，地軸南端向太阳方向傾斜，月球偽本影經過了晨昏圈最南端附近的區域，因而在东部南极洲附近的一部分被半影覆蓋、看到日偏食的區域內，月影在地表自東向西移動，地面上看到的太阳東側最先被月球遮掩。此外，國際日期變更線以東的區域在2月4日看到日食，以西的區域在2月5日看到日食，而南极洲無確定时区，或在2月4日，或在2月5日，部分處於極晝的地區日偏食從2月4日深夜持續到2月5日凌晨。

### 基本參數
- 類型：日環食
- 食甚中心處（位於法屬玻里尼西亞小拉帕島以南約1900公里的南太平洋）資料：
  - 時間：1981年2月4日22:08:32.1
  - 地點：44°26.0′S 140°46.2′W / 44.4333°S 140.7700°W
  - 食分：0.9937（環食帶內最大）
  - 日環食持續時間：33.1秒

## 觀測
澳大利亚塔斯馬尼亞天文學會在塔斯馬尼亞島上的環食帶南北邊緣設置了18個觀測點，用以測量太阳直徑。但受到雲層影響，環食帶南北邊緣各只有1個觀測點取得了觀測資料。美国海军天文台也在塔斯馬尼亞島用可攜式錄影設備記錄了偏食階段的圖像。此外，受月球邊緣凹凸的山峰影響，若假定月球為均勻的球體，計算出的日食各階段時刻會與真實時刻有細微差異，英國天文協會在塔斯馬尼亞島觀測了此次日環食，並研究精確計算實際日食時間的方法。

## 相關的日食

### 1979-1982年的日食
月球交替位於相對的月球交點時，以半個交點年（食年），即約177天又4小時間隔出現下列日食。
| 降交點                                                          | 降交點                   |          | 升交點                   | 升交點 |
| 沙羅周期                                                        | 地圖                     | 沙羅周期 | 地圖                     |        |
| 120                                                             | 1979年2月26日 全食       | 125      | 1979年8月22日 環食       |        |
| 130                                                             | 1980年2月16日 全食       | 135      | 1980年8月10日 環食       |        |
| 140                                                             | 1981年2月4日 環食        | 145      | 1981年7月31日 全食       |        |
| 150                                                             | 1982年1月25日 偏食（南） | 155      | 1982年7月20日 偏食（北） |        |
| 註：1982年6月21日和1982年12月15日的日偏食屬於下一組交點年系列。 |                          |          |                          |        |

### 沙羅周期
沙羅周期長度為18年11天。本次日食屬於沙羅周期140，共包含71次日食，依次為1512年4月16日至1638年7月11日的8次日偏食、1656年7月21日至1836年11月9日的11次日全食、1854年11月20日至1908年12月23日的4次全環食（亦稱混合食）、1927年1月3日至2485年12月7日的32次日環食、2503年12月19日至2774年6月1日的16次日偏食，總共歷時1262.11年。其中最長的全食發生於1692年8月12日，共持續了4分10秒。
下表列舉了1901年至2100年間發生的屬於該周期的日食，是第23至33次：
| 23             | 24            | 25            |
| -------------- | ------------- | ------------- |
| 1908年12月23日 | 1927年1月3日  | 1945年1月14日 |
| 26             | 27            | 28            |
| 1963年1月25日  | 1981年2月4日  | 1999年2月16日 |
| 29             | 30            | 31            |
| 2017年2月26日  | 2035年3月9日  | 2053年3月20日 |
| 32             | 33            |               |
| 2071年3月31日  | 2089年4月10日 |               |

## 資料來源
1. ↑  樊忠玉. . 中国天文科普网.   [2016-03-07]. （原始内容存档于2014-09-17）.
2. 1 2  Fred Espenak. . NASA Eclipse Web Site.   [2016-03-07]. （原始内容存档于2020-10-24）.（英文）
3. ↑  Fred Espenak. . NASA Eclipse Web Site.   [2016-03-07]. （原始内容存档于2020-10-21）.（英文）
4. ↑  Xavier M. Jubier. .   [2016-03-07]. （原始内容存档于2019-09-04）.（法文）（英文）
5. ↑  Fred Espenak. . NASA Eclipse Web Site.   [2016-03-07]. （原始内容存档于2008-08-29）.（英文）
6. ↑  Fiala, A. D., Herald, D., & Dunham, D. W. . Bulletin of the American Astronomical Society. 1981-03, 13: 552  [2016-03-07]. （原始内容存档于2019-08-29）.（英文）
7. ↑  David Herald. . Journal of the British Astronomical Association. 1983-10, 93 (6): 241–246  [2016-03-07]. （原始内容存档于2019-08-29）.（英文）
8. ↑  Fred Espenak. . NASA Eclipse Web Site.（英文）

## 外部連結
- NASA日食專頁（页面存档备份，存于）（英文）
- 可見區域圖和時間統計：由弗雷德·埃斯佩纳克做出的日食預報，NASA/GSFC
  - Google互動地圖呈現的日食範圍
  - 貝塞爾元素
- Google地圖顯示的日環食和日偏食範圍（页面存档备份，存于）（法文）（英文）

| \| \| 日食 \|                             |                             |                                           |
| 上一次日食： 1980年8月10日日食 （日環食） | 1981年2月4日日食 （日環食） | 下一次日食： 1981年7月31日日食 （日全食） |
| 上一次日環食： 1980年8月10日日食          | 1981年2月4日日食 （日環食） | 下一次日環食： 1983年12月4日日食          |
|                                           | 日食                        |                                           |